# Clemens Wolter
Anton Joseph Clemens Wolter (geboren am 12. März 1875 in Lippramsdorf, heute Haltern; gestorben am 8. Januar 1955 in Recklinghausen) war ein deutscher Maler. Wolter ist überwiegend bekannt als Maler von Wald- und Heidelandschaften, er schuf aber auch Porträts, niederländisch beeinflusste Genredarstellungen, Stillleben und Bühnenkulissen.

## Leben
Clemens Wolter wuchs als drittes von neun Kindern einer tiefreligiösen Familie im Weiler Freiheit östlich von Lippramsdorf auf. Sein Vater Johann Heinrich Wolter war Kötter. Da die Familie von der kleinen Landwirtschaft nicht leben konnte, verdiente er ein Zubrot als Schrankenwärter an der Bahnstrecke Haltern–Venlo. Seine Mutter Josefine war Hebamme.
Nach seiner Schulzeit absolvierte Wolter eine Ausbildung als Maler und Anstreicher bei Felix Schröder (1865–1949) in Recklinghausen. Schröder besaß ein umfangreiches Repertoire: Er war auch als Dekorationsmaler und Restaurator tätig. Clemens Wolter profitierte von der Aufgabenvielfalt seines Lehrmeisters und betätigte sich ebenfalls bald als Kunstmaler.
Nach Abschluss der Lehre ermöglichte ein Recklinghäuser Bauunternehmer durch finanzielle Unterstützung, dass Wolter zeitweise die Kunstakademie Düsseldorf besuchen konnte. Von 1892 bis 1894 war er als Student in der Klasse für Ornamentik und Dekoration eingetragen, die von Adolf Schill unterrichtet wurde. Einen Studienabschluss erlangte Wolter jedoch nicht.
Am 16. September 1905 heiratete Clemens Wolter in Erfurt die Weißnäherin Amalia Anna Weinert. Dies lässt die Vermutung zu, dass er vorab einige Zeit mit Studienreisen verbracht und sich an verschiedenen Orten aufgehalten hatte. Seit 1905 lässt sich ein ständiger Wohnsitz in Recklinghausen nachweisen, 1908 wurde die Tochter Maria geboren.
Folgende Wohnsitze der Familie Wolter lassen sich in Adressbüchern belegen: Börster Weg 16, Haardstr. 5a, Kreuzstr. 18 (1926 Umbenennung in „Görresstr.“ und 1933 in „Claus-Clemens-Straße“). Im März 1945 wurde die Familie durch Bombardierung ihrer Wohnung obdachlos und kam zeitweise im von den Nationalsozialisten wiedererrichteten Quadenturm unter. Ab 1949 ist als Wohnort die Schwertfegergasse 2 nachgewiesen.
Am 8. Januar 1955 verstarb Clemens Wolter an den Folgen eines Herzschlages.

## Werk

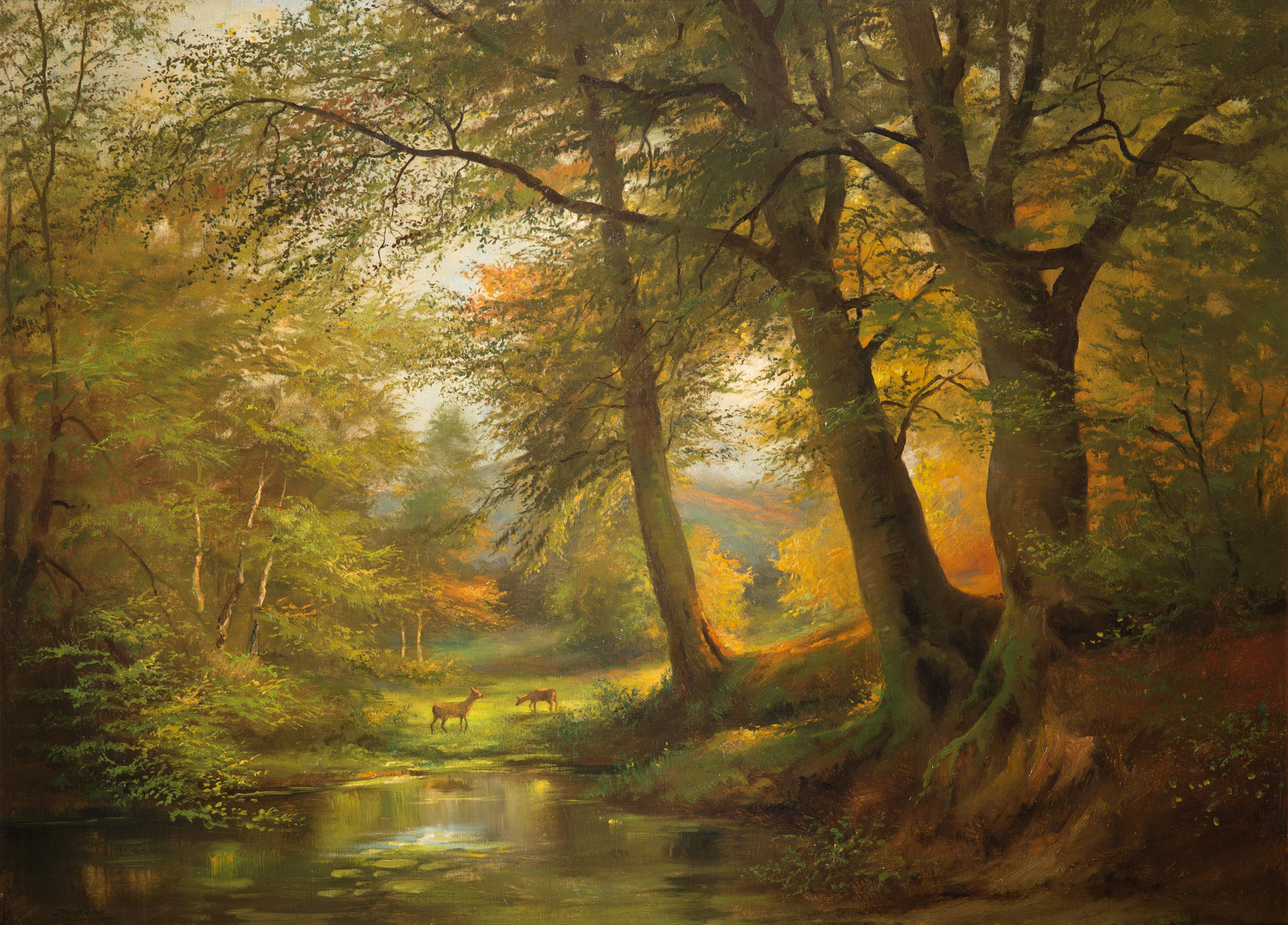
Clemens Wolter, nach 1897. Ölmalerei auf Leinwand, 108,6 × 141,2 cm

Clemens Wolter schuf ein sehr umfangreiches Werk, das in erster Linie aus Ölgemälden besteht. Zahlreiche Bilder verschiedenster Formate sind in Privatbesitz erhalten.
Bedauerlicherweise gibt es auf den Werken nur selten Datierungen, so dass sich der Nachvollzug einer stilistischen Entwicklung als schwierig erweist. Das bisher früheste datierte Gemälde stammt von 1897 und zeigt eine Darstellung des Esseler Lohs ― ein Wald im Recklinghäuser Stadtteil Essel.
Einen wichtigen Auftrag erhielt Clemens Wolter offenbar im Jahr 1908, als ihn die Stadt Recklinghausen damit betraute, ein Gemälde des Altstadtmarktes zu erstellen. Anlass war mit großer Sicherheit die Fertigstellung des neuen Rathauses, das als repräsentatives Bauwerk erstmals nicht am Marktplatz errichtet wurde. Das von Wolter geschaffene Gemälde wurde vermutlich an öffentlichkeitswirksamer Stelle platziert und stellt somit das neue Rathaus in die Tradition seiner drei Vorgängerbauten. Interessanterweise liefert das Ölgemälde keine zeitgenössische Darstellung des Marktplatzes, sondern stellt ihn Betrachtenden in einer Zeit um 1840 vor Augen. Dies bedeutet, dass das Gemälde eine „nostalgische Version“ des Ortes wiedergibt ― zugleich überliefert es damit als einzige Darstellung den zweiten Rathausbau, dessen Aussehen bisher nicht belegt werden konnte. Es ist davon auszugehen, dass Wolter eine sehr detaillierte Ansicht liefert, zumal sich nachweisen lässt, dass es von Seiten der Auftraggeber Korrekturbedarf gab ― Wolter musste also eine zweite, richtige Fassung erstellen. Jedenfalls war es das meistverbreitete Bild des Malers, denn seine Darstellung des Recklinghäuser Marktes wurde nachgezeichnet, als Zeichnung gedruckt und vertrieben sowie in heimatgeschichtliche Publikationen übernommen.
Einen großen Teil seines Schaffens nehmen Landschaftsmotive ein, die überwiegend der westfälischen Region entstammen. Wolter gilt daher vor allem als Maler von Heide- und Waldlandschaften. Insbesondere die Haard und die Westruper Heide sind in unzähligen Fassungen vertreten.
Zwischen 1920 und etwa 1940 war Clemens Wolter als Kulissenmaler der Plattdeutschen Heimatbühne Recklinghausen tätig. Leider gibt es aus dieser Schaffensphase keine erhaltenen Werke.
Einen interessanten Schwerpunkt stellen Motive dar, die überwiegend Recklinghäuser Gebäude in „nostalgischen Fassungen“ wiedergeben. Dazu gehören vor allem Teile der Recklinghäuser Stadtmauer, wie z. B. Stadttore oder der sogenannte Quadenturm. Dazu gehören aber auch spezielle Gebäude, die vermutlich im Auftrag von dort ansässigen Unternehmen ausgeführt wurden. In diesem Zusammenhang entstanden auch Innenansichten von Werkstätten oder Lokalen, die in erster Linie als Ausdruck unternehmerischen Establishments zu deuten sind.
Eine weitere Facette seines Werkes stellen Porträts dar ― auch diese wurden teilweise von Unternehmern seiner Zeit beauftragt. Ebenso finden sich jedoch auch Kopien regionalgeschichtlich wichtiger Persönlichkeiten, die für die Sammlung des ehemaligen Vestischen Museums Recklinghausen angefertigt wurden. Hierzu gehören beispielsweise Porträts des Statthalters Vinzenz von Rensing (das Original befindet sich im Besitz des Kölner Wallraf-Richartz-Museums) oder des Kölner Erzbischofs Maximilian Franz vön Österreich (ein vergleichbares Original gehört zur Sammlung des StadtMuseums Bonn).
Wolters Schaffen umfasst nicht zuletzt niederländische Genremotive wie Würfel- oder Kartenspieler, zechende Gestalten in Wirtshäusern, Verkostungen in Weinkellern oder Musikanten.
Der Wirkungskreis des Malers beschränkt sich weitgehend auf den westfälischen Raum: Schwerpunkte seines Schaffens sind vor allem Haltern und Recklinghausen.
Das Institut für Stadtgeschichte in Recklinghausen (RETRO STATION) widmete Clemens Wolter erstmalig eine Ausstellung vom 17. September 2021 bis zum 14. Januar 2022.